# Kuafu
Проект Kuafu — китайский космический проект по созданию системы прогнозирования космической погоды, состоящей из трех спутников, который первоначально должен был завершиться к 2012 году. На конференции Solar Wind XIII в июне 2012 года запланированной датой запуска был назван 2017 года. Однако из-за выхода сначала Канады, а затем ЕКА проект был отложен на неопределённый срок и запущен 9 октября 2022 года.
Проект назван в честь Куа-фу, гиганта из китайской мифологии, который погиб при попытке догнать Солнце.
Один из этих спутников будет размещён в точке Лагранжа Солнце-Земля L1, а два других будут размещены на полярных орбитах.
Первый из спутников на полярной орбите был запущен 8 октября 2022 года. Из-за названия «Куафу» проект может быть перезапущен.